# Pucov (Slovacchia)
Pucov (in ungherese Pucó) è un comune della Slovacchia facente parte del distretto di Dolný Kubín, nella regione di Žilina.